# DARIAH-DE

Logo von DARIAH-DE

DARIAH-DE (Digital Research Infrastructure for the Arts and Humanities) ist ein Verbund zur Schaffung einer digitalen Forschungsinfrastruktur für die Geistes- und Kulturwissenschaften. DARIAH-DE bietet Dienstleistungen in den Bereichen Digital Humanities und Forschungsdaten für Forschung und Lehre. Getragen wird DARIAH-DE von sechzehn universitären und außer-universitären Einrichtungen, koordiniert von der Niedersächsischen Staats- und Universitätsbibliothek Göttingen. Auf europäischer Ebene ist DARIAH-DE Teil des Netzwerks DARIAH-EU, das in Form eines European Research Infrastructure Consortium (ERIC) organisiert ist.
DARIAH-DE wurde vom März 2011 bis Februar 2019 vom Bundesministerium für Bildung und Forschung gefördert. Die Einrichtung von DARIAH-DE wurde vom Europäischen Strategieforum für Forschungsinfrastrukturen (ESFRI) empfohlen.

## Geschichte
Die Einrichtung von DARIAH wurde 2006 in der ESFRI-Roadmap vorgeschlagen. Erster Schritt der Implementierung war das EU-Projekt DARIAH-EU (2008–2011), auf dem das deutsche Pendant DARIAH-DE aufbaut.
DARIAH-DE wurde in bisher drei Förderphasen vom Bundesministerium für Bildung und Forschung gefördert. Die erste Förderphase erstreckte sich von März 2011 bis Februar 2014 und diente dem Aufbau der digitalen Forschungsinfrastruktur. In der zweiten Förderphase von März 2014 bis Februar 2016 wurden vorhandene Angebote ausgebaut und die Partizipation der Fachcommunity erhöht. Die dritte Förderphase von März 2016 bis Februar 2019 befasste sich mit den Möglichkeiten einer nachhaltigen Etablierung der entwickelten Angebote und der Überführung von DARIAH-DE in einen Verein. Die Gesamtfördersumme von DARIAH-DE beläuft sich auf 15 Millionen Euro. Mit Beginn März 2019 wurden die Dienste von DARIAH-DE von einer Betriebskooperation angeboten. Sie bestand aus 16 Partnern, die sich bereits zuvor in unterschiedlichem Umfang an dem Vorhaben beteiligt haben.
Von 2019 an schlossen CLARIN-D und DARIAH-DE ihre Dienste in einer Betriebskooperation zu CLARIAH-DE zusammen.

## Zielsetzung und Angebote
Ziel von DARIAH-DE ist es, eine geistes- und kulturwissenschaftliche Forschungsinfrastruktur nach dem Vorbild großer naturwissenschaftlicher Forschungsinfrastrukturen aufzubauen. Dabei sollen jedoch durch Partizipation der entsprechenden Communities die fachspezifischen Bedürfnisse berücksichtigt und die Veränderungen geisteswissenschaftlichen Arbeitens durch die zunehmende Digitalisierung reflektiert werden. Zur Umsetzung dieser Ziele macht DARIAH-DE Angebote in den folgenden Bereichen:
- Lehre: Sommerschulen, Workshops, Bereitstellung von Lehr- und Studienmaterialien, Referenzcurricula für Digital Humanities
- Forschung: Methodenerprobung, Entwicklung und Hosting von Diensten zur Datenanalyse und -visualisierung
- Forschungsdaten: Entwicklung von Werkzeugen und Diensten, Best-Practice-Empfehlungen, Lizenzportal,[12] Repositories
- Technische Infrastruktur: Entwicklung und Hosting kollaborativer Tools,[13] IT-Lösungen für Forschende, virtuelle Forschungsumgebung (TextGrid)

Die Infrastruktur von DARIAH-DE verzeichnete im Juni 2018 insgesamt 4450 Nutzer und ca. 80 unterstützte Forschungsvorhaben.

### DARIAH-DE DH-Award
Zur Nachwuchsförderung im Bereich Digital Humanities hat DARIAH-DE in den Jahren 2015 bis 2018 den gleichnamigen DH-Award vergeben.

### Working Papers
DARIAH-DE veröffentlicht Working Papers mit Beiträgen zu digitalen Infrastrukturen für die Geisteswissenschaften.

## Beteiligte Institutionen
Zurzeit sind sechzehn Institutionen Mitglied der DARIAH-DE Betriebskooperation:
- Akademie der Wissenschaften und der Literatur Mainz
- Berlin-Brandenburgische Akademie der Wissenschaften
- DAASI International GmbH
- Deutsches Archäologisches Institut
- Gesellschaft für wissenschaftliche Datenverarbeitung mbH Göttingen
- Herzog August Bibliothek Wolfenbüttel
- Leibniz-Institut für Europäische Geschichte Mainz
- Karlsruher Institut für Technologie
- Max Weber Stiftung
- Otto-Friedrich-Universität Bamberg – Fakultät für Wirtschaftsinformatik und angewandte Informatik – Lehrstuhl für Medieninformatik
- Salomon Ludwig Steinheim-Institut für deutsch-jüdische Geschichte an der Universität Duisburg-Essen
- Georg-August-Universität Göttingen – Niedersächsische Staats- und Universitätsbibliothek Göttingen
- Technische Universität Darmstadt – Interdisziplinäre Arbeitsgruppe Digital Humanities (Germanistische Computerphilologie / Philosophie / Ubiquitous Knowledge Processing)
- Julius-Maximilians-Universität Würzburg – Institut für deutsche Philologie – Lehrstuhl für Computerphilologie und Neuere Deutsche Literaturgeschichte

Mit weiteren fünf Institutionen besteht jeweils ein Memorandum of Understanding
- Hochschule Darmstadt
- Max-Planck-Institut für Wissenschaftsgeschichte
- Zentrum für Informationsdienste und Hochleistungsrechnen
- Zentrum Musik – Edition – Medien am Musikwissenschaftlichen Seminar der Hochschule für Musik Detmold der Universität Paderborn
- Technische Universität Köln